# Return of Saturn
Return of Saturn – czwarty studyjny album grupy został nagrany po trwającej ponad 2 i pół roku trasie koncertowej promującej album Tragic Kingdom. Członkowie zespołu przeprowadzili się już do Hollywood gdzie w większości został nagrany album. Głównym producentem został Glen Ballard. Grupa odchodzi w nim od swoich początkowych dzieł, kompozycyjnie nawiązując do alternatywnego rocka i Nowej Fali. Klimat albumu w stosunku do poprzednika nie zmienia się zbytnio, skupia się głównie na pragnieniu stabilizacji życiowej, problemach sercowych, chęci posiadania rodziny, wejścia w stały związek. Tytuł albumu związany jest z obiegiem Saturna - trwającego w przybliżeniu 29 lat. Tyle lat właśnie kończyła Gwen podczas pracy nad krążkiem i jest on w pewien sposób podsumowaniem jej dotychczasowych życiowych dokonań. Album nie powtórzył komercyjnego sukcesu poprzednika sprzedając się w liczbie 2 milionów egzemplarzy, zaś przez krytyków uznawany jest za najlepszy i najbardziej ambitny album stworzony przez No Doubt.

## Lista utworów
1. Ex-girlfriend – 3:32
2. Simple Kind Of Life – 4:16
3. Bathwater – 4:02
4. Six Feet Underground – 2:28
5. Magic's in the Makeup – 4:21
6. Artificial Sweetener – 3:54
7. Marry Me – 4:38
8. New – 4:26
9. Too Late – 4:18
10. Comforting Lie – 2:52
11. Suspension Without Suspense – 4:10
12. Staring Problem – 2:43
13. Home Now – 4:34
14. Dark Blue – 4:37

## Twórcy
- Tom Dumont – gitara elektryczna
- Tony Kanal – gitara basowa
- Eric Stefani – pianino, keyboard
- Gwen Stefani – śpiew
- Adrian Young – perkusja